# Johnny Descolines
Johnny Descolines (Port-au-Prince, 8 maggio 1974) è un ex calciatore haitiano, di ruolo attaccante.

## Carriera

### Nazionale
Ha debuttato in Nazionale il 21 maggio 1999, nell'amichevole Haiti-Honduras (0-2). Ha messo a segno la sua prima rete con la maglia della Nazionale il 6 ottobre 1999, in El Salvador-Haiti (1-1), siglando la rete del definitivo 1-1 al minuto 80. Ha partecipato, con la Nazionale, alla CONCACAF Gold Cup 2002. Ha collezionato in totale, con la maglia della Nazionale, 26 presenze e 7 reti.

## Palmarès

### Club

#### Competizioni nazionali
- Campionato haitiano di calcio: 3

Violette: 1999
Roulado: 2002, 2003